# بورس کره
بورس کره (به کره‌ای: 韩国去来所) بازار بورس اوراق بهادار کره جنوبی است، که پیشینه شکل‌گیری آن به سال ۱۹۵۳ و تاسیس بورس اوراق بهادار کره بازمی‌گردد. فرم کنونی بورس کره، در سال ۲۰۰۵ از ادغام بورس اوراق بهادار کره، بازار آتی کره و بازار بورس کوسداک، شکل گرفت. هم‌اکنون ساختمان مرکزی بازار بورس کره در شهر بوسان قرار دارد.